# علي بن عياد
علي بن عياد ممثل ومخرج مسرحي تونسي، ولد بمدينة تونس في 15 أوت 1930، وتوفي بباريس (فرنسا) في 14 فيفري 1972.

## تكوينه
صعد على خشبة المسرح منذ كان في المدرسة الابتدائية، ثم درس تعليمه الثانوي في المدرسة الصادقية، ثم توجه لدراسة المسرح في باريس ثم القاهرة بفضل حصوله على منحة من بلدية تونس سنة 1955. ثم عاد عام 1956 إلى باريس ليشارك في تربص في فن الإخراج المسرحي وفي الإضاءة الركحية. وبعد ذلك بسنتين انضم إلى فرقة بلدية تونس للتمثيل وعمل فيها مساعدا لمديرها آنذاك محمد العقربي. وفي عام 1960 سافر إلى الولايات المتحدة. في أثناء ذلك كانت له إسهاماته ومشاركاته الميدانية في أعمال مسرحية وحتى سينمائية حيث ظهر لأول مرة في السينما عام 1952 كما أعد عدة برامج إذاعية خلال حرب بنزرت عام 1961.

## المسرحي
شارك علي بن عياد في فرقة مدينة تونس ممثلا ومخرجا. وبفضله عرفت الفرقة عصرها الذهبي وأشعت على المستويين الإقليمي والعالمي. وخلال فترة نشاطه بين 1958 و1972 قام بالمشاركة أو بإخراج 27 مسرحية من بينها أوديب وهاملت كاليغولا مدرسة النساء وعطيل والبخيل ومراد الثالث ويارماوالماريشالوصاحب الحمار... وإليه يعود الفضل في تكوين العديد من المسرحيين التونسيين.

## وطنيته
كان علي بن عياد من المتطوعين التونسيين للدفاع عن فلسطين عام 1948، غير أنه لم يستطع أن يتجاوز الحدود الجنوبية للبلاد التونسية، وقد بقي وفيا لموقفه القومي حتى أن آخر أعماله كان موضوعها القضية الفلسطينية. كما برز علي بن عياد خاصة خلال حرب بنزرت وذلك من خلال البرامجد الإذاعية التي أعدها.

## وفاته
سافر إ‘لى باريس يوم 9 فيفري 1972 ليضع اللمسات الأخيرة على مسرحية حول القضية الفلسطينية، وفي 14 من نفس الشهر توفي إثر نزيف في الدماغ ونقل تونس حيث دفن بمقبرة الجلاز يوم 17 من نفس الشهر.

## روابط خارجية
- علي بن عياد على موقع IMDb (الإنجليزية)
- علي بن عياد على موقع قاعدة بيانات الأفلام العربية
- علي بن عياد على موقع ألو سيني (الفرنسية)
- علي بن عياد على موقع أول موفي (الإنجليزية)
- علي بن عياد على موقع قاعدة بيانات الأفلام السويدية (السويدية)
- علي بن عياد على موقع قاعدة بيانات الفيلم (الإنجليزية)
- علي بن عياد على موقع كينوبويسك (الروسية)